# 阿爾季里夫卡
47°28′20″N 29°21′31″E / 47.47222°N 29.35861°E
阿爾季里夫卡（烏克蘭語：Артирівка）是位於烏克蘭西南部的村莊，由敖德萨州波季利斯克区的奧克尼市鎮負責管轄。該村始建於1939年，面積1.55平方公里，海拔高度58米，2001年人口266，人口密度每平方公里171.61人。